# Тапере
Тапере (кук. tapere) — на островах Кука небольшой участок земли, возглавляемый матаиапо (вождём главного рода) или арики (верховным вождём племени). В основном представлял собой кусок земли, тянущийся от центра острова до рифа и имевший ширину в несколько сотен метров. На каждом острове было разное число тапере, например, на островах Мангаиа и Атиу их было 6, на острове Раротонга — больше 40.
Тапере в основном назывались в честь правящего матаиапо или события, которое связано с матаиапо. Например, тапере Нгати-Ваикаи (кук. Ngati Vaikai) назван в честь матаиапо Нгати. А тапере Тикиоки (кук. Tikioki) был назван в честь события, связанного с матаиапо. Согласно местной легенде арики Тангииа послал Тереи на остров Таити, чтобы тот привёз (кук. tiki) оттуда сына Тангииа по имени Моторо, и он вернулся (кук. oki) с ним на Раротонгу. Тереи успешно выполнил своё задание, и тапере была названа Tikioki (tiki + oki). Жители тапере назывались собирательно матакеинанга независимо от того, что их объединяло (родство по мужской линии, по браку и т.д.). На одном тапере проживало около 200 человек.